# ULF
ULF (ang. ultra low frequency – „częstotliwość ultraniska”), fale ultradługie – zakres fal radiowych o częstotliwości: 300–3000 Hz i długości 100–1000 km.

## Zastosowanie
Pasmo wykorzystywane do komunikacji w kopalniach, ponieważ potrafi przeniknąć przez warstwy ziemi o znacznej grubości.

## Trzęsienia ziemi
W stacjach sejsmologicznych zaobserwowano wzmożoną aktywność w paśmie ULF podczas niektórych trzęsień ziemi (np. w Kalifornii w 1989). Podejmuje się badania w celu wykrycia związku fal tej częstotliwości z aktywnością sejsmiczną, co być może pozwoli na zbudowanie systemu wczesnego ostrzegania.